# NGC 7347
NGC 7347 је спирална галаксија у сазвежђу Пегаз која се налази на NGC листи објеката дубоког неба.
Деклинација објекта је + 11° 1' 40" а ректасцензија 22h 39m 56,0s. Привидна величина (магнитуда) објекта NGC 7347 износи 13,9 а фотографска магнитуда 14,6. NGC 7347 је још познат и под ознакама UGC 12136, MCG 2-57-9, CGCG 429-19, KUG 2237+107, IRAS 22374+1045, PGC 69443.